# Стужно-Кольонія
Стужно-Кольонія (пол. Stużno-Kolonia) — село в Польщі, у гміні Опочно Опочинського повіту Лодзинського воєводства.
Населення — 150 осіб (2011).
У 1975-1998 роках село належало до Пйотрковського воєводства.

## Демографія
Демографічна структура станом на 31 березня 2011 року:
|          | Загалом | Допрацездатний вік | Працездатний вік | Постпрацездатний вік |
| -------- | ------- | ------------------ | ---------------- | -------------------- |
| Чоловіки | 79      | 18                 | 52               | 9                    |
| Жінки    | 71      | 16                 | 34               | 21                   |
| Разом    | 150     | 34                 | 86               | 30                   |